# Хриби (Луковиця)
Хриби (словен. Hribi) — поселення в общині Луковиця, Осреднєсловенський регіон, Словенія. 
Висота над рівнем моря: 650 м.